# Charles Alliès
Pour les articles homonymes, voir Alliès.
Charles Moïse Pierre Alliès, né le 19 septembre 1903 à Castanet-le-Haut et mort le 11 novembre 1988 à Béziers, est un homme politique français.

## Biographie
En 1945, il est élu conseiller général du canton de Montagnac. Il est secrétaire de la fédération socialiste de l'Hérault jusqu'en 1973. Il est sénateur de l'Hérault de 1971 à 1980 dont il est membre de la commission des finances. Il siège au groupe socialiste.
Après sa sortie de l'école normale, il occupé divers postes d'instituteur (à Fontès, Saint-Pargoire, Péret et Pézenas) avant de devenir directeur du centre d'apprentissage de Pézenas, qui est transformé plus tard en collège technique.
Le lycée des métiers de Pézenas porte son nom ; il en est le directeur pendant de nombreuses années.
Charles Alliès est chevalier de la Légion d'honneur et titulaire des Palmes académiques.

## Distinctions
- Chevalier de la Légion d'honneur.
- Chevalier de l'ordre des Palmes académiques.